# Vaclav Vich

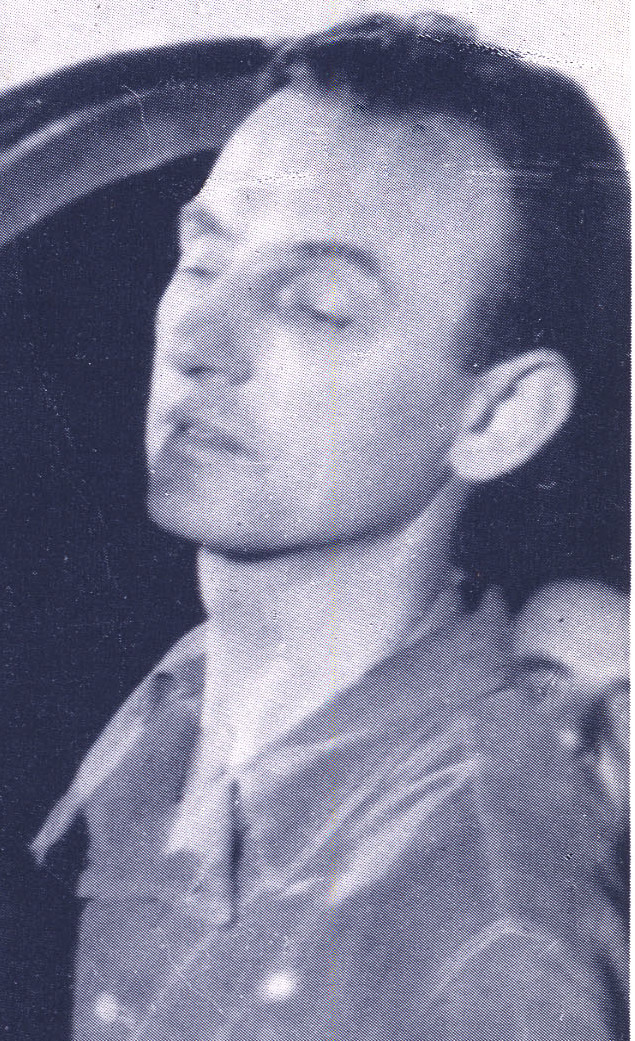
Václav Vích

Vaclav Vich eg. Václav Vích född 19 januari 1898 i Karlovy Vary, död 14 september 1966 i Rom, tjeckisk filmfotograf. 
Vich var verksam som filmfotograf i Frankrike, Tyskland, Italien, Sverige och USA med flera länder. 

## Filmfoto
- 1961 - An einem Freitag um halb zwölf
- 1957 - Madeleine und der Legionär
- 1951 - Der Verlorene
- 1950 - Die Sünderin
- 1941 - La Corona di Ferro
- 1937 – Sono stato io!
- 1936 – Skeppsbrutne Max
- 1929 - Erotikon